# Албрехт VI (Мекленбург)
Вижте пояснителната страница за други личности с името Албрехт VI.
Албрехт VI (на немски: Albrecht VI von Mecklenburg; * 1438, † пр. 27 април 1483) e херцог на Мекленбург от 1438 до 1483 г.

## Живот
Той е най-възрастният син на херцог Хайнрих IV фон Мекленбург (1417 – 1477) и Доротея фон Бранденбург (1420 – 1491), най-малката дъщеря на курфюрст Фридрих I от Бранденбург (1371 – 1440) от Дом Хоенцолерн.
Албрехт VI е съ-регент до смъртта на баща си през 1477 г. и след неговата смърт управлява заедно с братята си. След три години Албрехт умира и страната се поделя. Погребан е в катедралата на Гюстров.
Той е женен от 1466 или 1468 г. за Катарина фон Линдов-Рупин. Бракът е бездетен.